# The Adventures of Rocky and Bullwinkle
The Adventures of Rocky and Bullwinkle (Brasil: As Aventuras de Alceu e Dentinho / As Aventuras de Rocky e Bullwinkle / Portugal: As Aventuras de Rocky e Bullwinkle) é um filme estadunidense dos gêneros comédia e aventura do ano 2000, dirigido por Des McAnuff, produzido pela TriBeCa Productions e distribuído pela Universal Pictures. O filme utiliza técnicas de animação e live-action, sendo vagamente baseado na série de televisão animada The Rocky and Bullwinkle Show, criada por Jay Ward.
É estrelado por Piper Perabo, Robert De Niro, Rene Russo e Jason Alexander. Conta ainda com as aparições especiais de Kenan Thompson, Kel Mitchell, Whoopi Goldberg, John Goodman, David Alan Grier, Billy Crystal, Jonathan Winters e Randy Quaid; os personagens animados principais, Rocky e Bullwinkle, foram dublados por June Foray e Keith Scott.
Lançado em 30 de junho de 2000 nos cinemas dos Estados Unidos, o filme recebeu críticas mistas dos críticos de cinema e se tornou uma bomba de bilheteria, arrecadando um pouco mais US$ 35,1 milhões em todo o mundo contra seu orçamento de US$ 76 milhões.

## Enredo
Trinta e cinco anos após o cancelamento de seu programa de televisão em 1964, o esquilo-voador Rocket J. "Rocky" e o alce Bullwinkle J. Moose têm vivido com as finanças de suas reprises na TV. A floresta perto da casa deles, Frostbite Falls, foi destruída pelo desmatamento, enquanto Rocky perdeu a capacidade de voar e o invisível Narrador do programa agora vive com sua mãe, passando o tempo narrando sua própria vida cotidiana.[carece de fontes?]
Enquanto isso, seus arqui-inimigos Fearless Leader, Boris Badenov e Natasha Fatale perderam o poder na Pottsylvania após o final da Guerra Fria. No entanto, os três fogem para um estúdio de cinema de Hollywood do mundo real, onde enganam a executiva Minnie Mogul a assinar um contrato que concede seus direitos a um programa de televisão, transformando os vilões de suas formas animadas para personagens de carne e osso.[carece de fontes?]
Seis meses depois, em Washington, a agente do FBI Karen Simpatia e seu superior, Frank, informam ao Presidente Signoff que Fearless Leader pretende se tornar presidente dos Estados Unidos fazendo lavagem cerebral nos telespectadores usando sua própria rede de televisão a cabo chamada "RBTV" ("Really Bad Television"), que exibe uma programação entorpecente destinada a zumbificar o público e convencer a audiência a eleger Leader como presidente. Karen é enviada para o "farol mágico" de um estúdio de cinema de Hollywood para trazer Rocky e Bullwinkle ao mundo real; Karen consegue, com o Narrador sendo trazido também, mas nunca sendo visto fisicamente durante a trama. Eles devem ir até Nova York, onde os estúdios da RBTV se encontram, para impedir a hipnotização total da população.[carece de fontes?]
Fearless Leader é informado de que Rocky e Bullwinkle estão no mundo real e envia Boris e Natasha para destruí-los. Os dois espiões recebem uma arma chamada CDI ("Computer Degenerating Imagery"), que desintegra qualquer personagem de desenho animado do mundo real enviando-os para a Internet. Karen rouba o caminhão dos vilões, mas é posteriormente presa por um policial do estado de Oklahoma; Natasha e Boris, por sua vez, roubam um helicóptero para perseguir Rocky e Bullwinkle, que são apanhados por Martin e Lewis, dois estudantes da antiga universidade de Bullwinkle, Wossamotta U, que é para onde eles estão indo. Boris e Natasha chegam primeiro e fazem uma grande doação para a universidade em nome de Bullwinkle; em troca, o diretor da universidade pretende dar a Bullwinkle um "título honorário" e o alce convence Rocky a irem até lá antes de seguirem pra Nova York. Durante a cerimônia, Boris tenta usar o CDI contra Bullwinkle do alto de uma torre de água, mas Rocky recupera sua capacidade perdida de voar e salva Bullwinkle do raio do aparelho.[carece de fontes?]
Depois da cerimônia, Martin e Lewis dão seu carro a Rocky e Bullwinkle, a qual Bullwinkle dirige desastrosamente para Chicago. Boris e Natasha mais uma vez tentam impedir a dupla, mas acidentalmente destroem seu helicóptero. Enquanto isso, Karen foge da prisão com a ajuda de um guarda sueco apaixonado por ela, chamado Ole. Karen, Rocky e Bullwinkle se encontram novamente, mas são rapidamente presos por vários delitos (principalmente pelos personagens terem quebrado a quarta parede) que cometeram durante sua jornada. Os três são julgados, com Bullwinkle inadvertidamente sabotando o caso, entrevistando Karen no tribunal como se fosse um promotor, em vez de advogado de defesa; no entanto, a juíza rejeita as "acusações" ao reconhecer Rocky e Bullwinkle, declarando ao júri popular que, pelo fato da dupla ser uma celebridade, eles estão acima da lei.[carece de fontes?]
Uma vez soltos, Karen, Rocky e Bullwinkle compram um velho biplano na estrada e fogem de Boris e Natasha mais uma vez. O casal inimigo considera abandonar suas más ocupações e se casar, mas é interrompido por uma ligação de Fearless Leader. Com medo de admitirem que falharam, os dois mentem e dizem que mataram Rocky e Bullwinkle. Leader inicia seu plano, fazendo lavagem cerebral em todo o país através de seu canal de televisão. Enquanto isso, Karen, Rocky e Bullwinkle sofrem com o velho avião, uma vez que o biplano não suporta o peso dos três a bordo e ameaça cair; Rocky leva Karen voando para Nova York para deter Leader, mas são capturados ao chegarem lá.[carece de fontes?]
Enquanto isso, Bullwinkle acidentalmente pilota o avião para Washington, confundindo a cidade com Nova York, e cai no gramado da Casa Branca. Para levar Bullwinkle a Nova York a tempo de impedir os planos de Fearless Leader, Frank digitaliza Bullwinkle no computador da Casa Branca e o envia por e-mail para a sede da RBTV, onde ele interrompe a transmissão e salva Karen e Rocky. Karen golpeia Boris e Natasha de uma vez, enquanto Bullwinkle dá uma chifrada em Fearless Leader para posteriormente ser amarrado junto aos seus capangas com um cabo do estúdio. Durante a transmissão hipnótica do programa, Bullwinkle diz ao público americano para votar em quem quiserem e pede para o candidato vencedor da eleição que replante as árvores de Frostbite Falls; Bullwinkle acidentalmente ativa o CDI, que atinge Boris, Natasha e Fearless Leader, revertendo-os para suas formas originais de desenhos animados e banindo-os para a Internet de uma vez por todas.[carece de fontes?]
Depois disso, a RBTV muda seu nome para "Rocky and Bullwinkle Television"; Karen e o guarda Ole começam a namorar, enquanto Rocky, Bullwinkle e o Narrador voltam para seu mundo dos desenhos animados, agora com a floresta de Frostbite Falls replantada.[carece de fontes?]

## Elenco
- June Foray como as vozes de Rocky (Dentinho na segunda dublagem brasileira), Natasha Fatale como desenho animado e a mãe do Narrador;
- Keith Scott como as vozes de Bullwinkle (Alceu na segunda dublagem brasileira), Fearless Leader (Temerário Líder na primeira dublagem brasileira ou Líder Vilão na segunda) como desenho animado, Boris Badenov como desenho animado, o Narrador e locutor da RBTV;[4]
- Piper Perabo como agente Karen Simpatia (em inglês Karen Sympathy)
  - Julia McAnuff como Karen criança;
- Jason Alexander como Boris Badenov em carne e osso;
- Rene Russo como Natasha Fatale em carne e osso;
- Robert De Niro como Fearless Leader em carne e osso;
- Randy Quaid como agente superior Cappy "Frank" von Trapment;
- Paget Brewster como espiã Jenny;
- Janeane Garofalo como executiva Minnie Mogul;
- Jonathan Winters como o piloto de helicóptero, policial com megafone e o vendedor do biplano;
- John Goodman como policial de Oklahoma;
- Kenan Thompson como Lewis;
- Kel Mitchell como Martin;
- James Rebhorn como o presidente Signoff;
- Lily Nicksay como a Sydney, a pequena assistente de Fearless Leader;
- Don Novello como os gêmeos vendedores de frutas;
- Phil Proctor como diretor da RBTV;
- Dian Bachar como técnico da RBTV;
- Rod Biermann como guarda Ole
  - Adam Miller como Ole criança;
- Harrison Young como General Foods;
- Norman Lloyd como o presidente da Wossamotta U.;
- Mark Holton como agente do FBI transformado em batata;
- Doug Jones como agente do FBI transformado em cenoura;
- Whoopi Goldberg (não creditada) como a juíza que julga Rocky, Bullwinkle e Karen;
- Billy Crystal (não creditado) como o vendedor de colchões.

## Recepção

### Bilheteria
The Adventures of Rocky and Bullwinkle estreou em 2.460 cinemas dos Estados Unidos ganhando US$ 6.814.270 em seu fim de semana de estreia, ocupando o quinto lugar nas bilheterias domésticas e o terceiro entre os novos lançamentos da semana. O filme encerrou seu circuito nacional em 5 de outubro de 2000 com um total doméstico de US$ 26.005.820; no exterior acumulou mais US$ 9.129.000 perfazendo um total global de US$ 35.134.820, tornando-se um fracasso de bilheteria em comparação ao seu custo de US$ 76 milhões.
Seu fracasso comercial foi atribuído devido ao filme não apresentar uma característica de humor mais atual para o público mais infantil por conta do longa apelar para a nostalgia dos baby boomers.

### Resposta crítica
No Rotten Tomatoes, o filme tem uma classificação de aprovação de 44% com base em 98 críticas, com uma classificação média de 4,81/10; seu consenso crítico declara: "Embora o filme permaneça fiel à natureza do desenho original, o roteiro é decepcionante e não divertido". No Metacritic, o filme tem a pontuação 36/100, com base em críticas de 30 usuários, indicando "críticas geralmente desfavoráveis". O público pesquisado pelo CinemaScore atribuiu ao filme uma nota "B" numa escala que varia de "A a F".

### Prêmios e indicações
Prêmio Saturno
- Recebeu uma indicação na categoria de Melhor Ator Coadjuvante (Jason Alexander).
- Recebeu uma indicação na categoria de Melhor Atriz Coadjuvante (Rene Russo).

Framboesa de Ouro
- Recebeu uma indicação na categoria de Pior Atriz Coadjuvante (Rene Russo).

## Mídia doméstica
The Adventures of Rocky and Bullwinkle foi lançado em VHS e DVD em 13 de fevereiro de 2001, e em Blu-ray em 15 de maio de 2018.